# 萊佛士教育
萊佛士教育有限公司，簡稱萊佛士教育（英語：Raffles Education Corporation Limited，SGX：NR7、OTCBB：RFLFY
），在1990年由周华盛創立專門在新加坡、馬來西亞、中國、柬埔寨、印度經營各類教育學校。該公司英文名稱前身為「Raffles LaSalle Limited」。
主要品牌為「莱佛士设计学院」等。總部位於新加坡沙灘道99號，郵編189701。股份在2002年1月24日於新加坡交易所創業板（凱利板前身）上市，後在2005年1月10日轉在主板上市。招股價為0.21坡元，配售股份為12,000,000股，集資額為2,520,000坡元。這是自從1993年上市的英華美教育後，再有第2家上市教育公司。

## 連結
- raffles-education-corporation.com